# 大鷹 (空母)
大鷹（たいよう）は、大日本帝国海軍の航空母艦。

## 概要
軍艦（ぐんかん）大鷹（たいよう）は、日本海軍の航空母艦。大鷹型航空母艦の1番艦。日本郵船の新田丸級貨客船三番船春日丸（かすがまる）を、建造中に空母へ改造した艦艇である。
1941年（昭和16年）8月末に特設航空母艦として完成。本艦は太平洋戦争緒戦から中盤にかけて航空機輸送任務に従事した。
同任務従事中の1942年（昭和17年）8月31日附で軍艦籍に編入され、特設航空母艦春日丸から航空母艦大鷹に改名および類別変更された。
1943年（昭和18年）9月24日、大鷹は米潜水艦カブリラの雷撃で大破。1944年（昭和19年）4月まで修理を実施した。修理完了後は海上護衛総司令部の指揮下に入り船団護衛任務に従事する。ヒ71船団護衛中の同年8月18日夜、ルソン島西方で米潜水艦ラッシャーの魚雷攻撃により撃沈された。

## 特徴
大鷹（たいよう）の前身である春日丸（かすがまる）は、昭和初期に好況を博していた欧州航路の老齢船を置き換える目的で、またドイツの新型貨客船3隻（シャルンホルスト、グナイゼナウ、ポツダム）に対抗しつつ、1940年（昭和15年）開催予定の東京オリンピックを見込んで、日本郵船が建造した豪華客船新田丸級三姉妹船の第3船であった。
新田丸級三姉妹船（新田丸、八幡丸、春日丸）は、日本郵船を象徴する客船であり、日本郵船株式会社のイニシャル“NYK”に因んでそれぞれNittamaru, Yawatamaru, Kasugamaruと命名されている。建造費用は優秀船舶建造助成施設による補助を受けていた。また3隻とも三菱長崎造船所で建造され、新田丸（起工1938年5月9日、進水1939年5月20日、竣工1940年3月23日）、八幡丸（1938年12月14日、進水1939年10月31日、竣工1940年7月31日）、春日丸（起工1940年1月6日）の順番で建造された。予想される日米の艦隊決戦に際して、春日丸級特設航空母艦は艦隊用補助空母としての役割を期待されていた。

### 設計
艦橋は前方の遊歩甲板上に設置され、煙突は艦体中央部右舷側に寄せられた。
大鷹型は小型のうえに速度も遅く、用途は限られており、さらに日本海軍は終戦まで空母用カタパルトを実用化できなかったため、連合国軍の軽空母や護衛空母と比較して、本型の航空機運用能力は非常に見劣りするものになってしまった。特に、大戦中盤以降に登場した比較的大型の新型機（天山、彗星、流星、彩雲）をカタパルトのない本型が実戦で運用するのは困難であった。ただし、合成風速12m/秒（約23ノット）が得られる場合は3機の天山が同時発艦可能であった。また大鷹では実戦使用される事は無かったが、1943年にはブースターロケットの開発に成功しており、この場合は12機の天山が同時発艦出来るようになっていた。艦載機昇降用のエレベーターは、前部と後部に2基を搭載した。格納庫は、秩父丸型貨客船の改装計画では開放式とされたが、薄鋼板を支柱の外に張り、さらに防火幕が設置された。

### 兵装
砲熕兵装の計画は12cm単装高角砲6門、25mm連装機銃4基8挺だったが、春日丸としての竣工時は12cm単装高角砲4門、25mm連装機銃2基、13mm4連装機銃2基だった。高角砲用のスポンソンは6基分用意されたが、兵器不足のため高角砲2門は後日装備となり、中央の左右1門ずつは、搭載されなかった。
1942年（昭和17年）6月10日付の官房機密第7162号で13mm4連装機銃を25mm連装機銃に交換し、3番、4番高角砲の搭載予定位置に25mm3連装機銃を仮装備をする訓令が出され、実際の工事は同年7月と推定される。同年6月24日付の官房機密第7868号で九五式爆雷8個、手動投下台1組装備の訓令が出され、この工事は訓令直後の6月26日から7月1日の間に呉で行われたと思われる。
同年8月21日付の官房機密第10468号で艦首と艦尾にそれぞれ25mm3連装機銃2基と射撃指揮装置1基ずつを装備する訓令が出され、この工事は翌1943年（昭和18年）5月29日から7月15日まで佐世保海軍工廠で修理を行った時に装備したと推定される。
最終時の兵装は、1944年7月1日付「艦船要目概要一覧表」によると12cm単装高角砲4門、25mm3連装機銃8基、同連装2基、同単装20基、九五式爆雷x8、水中聴音機x1、21号電探x1だという。
21号電探は「軍艦大鷹戦時日誌」(昭和17年10月)に10月17日から27日の間に呉で装備したと書かれている。乗員からの聞き取りでは電探の台にはローラーが付いていて、飛行機発着の無い夜間にだけ格納庫から前部エレベーターで飛行甲板に上げて使用していたという。

## 歴史

### 春日丸
1940年（昭和15年）1月6日、三菱重工業長崎造船所で起工。仮称艦名「第1003番艦」。商船用の装備を取り外したのち、9月19日に進水した。
同年11月1日、長崎造船所における大和型戦艦2番艦武蔵の進水において、艤装岸壁に向かう武蔵を春日丸の船体で隠し、日本海軍期待の秘密兵器「軍艦武蔵」の存在への防諜に貢献した。なお、同月には第1003番艦のまま改装工事が始まったとする文献もある。
1941年（昭和16年）5月1日、日本海軍は春日丸を特設航空母艦に定め、同日附で佐世保鎮守府所管となった。
同時に、空母鳳翔副長・赤城副長や各航空隊司令等を歴任し、同年3月25日まで航空機運搬船「小牧丸」艦長だった石井芸江大佐（後日、空母橿原丸〈隼鷹〉初代艦長、冲鷹初代艦長、神鷹艦長等を歴任、神鷹の沈没時に戦死）を春日丸艦長に任命した。
船殻工事の大半と艤装工事の約3割を長崎造船所で実施後、佐世保海軍工廠へ回航し航空母艦としての改装工事が行われた（八幡丸、新田丸は呉工廠で改造）。遊歩甲板上の構造物は取り付け済だったため、これを撤去して格納庫を設置するなど、基本的に客船に戻すのは難しいほどの改造を行った。工程数は約2,000万で、このうち約2万が船殻工事、約9万5,000が艤装工事だった。しかし三姉妹艦においてはもっとも簡単な工事であり、木造部分も多く残されるなど商船としての構造や艤装が残されていた。春日丸について「徴用船をこんなに改造して、後で解傭のとき（空母状態から客船に戻す作業）は大変であろう」と心配した者もいたという。
また本艦は商船として完成する前に空母へ改造されたので、空母として三姉妹艦中最初に完成。このため貨客船としては1番船の新田丸がネームシップであるが空母としては春日丸がネームシップとなり、春日丸級特設航空母艦と呼称された。なお春日丸級特設空母のエレベーター6基（各艦2基×3隻）は、もともと浅間丸級貨客船（浅間丸、龍田丸、秩父丸〈改名後、鎌倉丸〉）を空母に改造するために製造されたものだった。
1941年（昭和16年）8月11日、春日丸艦長は石井大佐から高次貫一大佐（当時、岩国海軍航空隊司令）に交代する。9月5日、竣工。9月1日、司令官を原忠一少将とする第五航空戦隊（空母2隻（翔鶴、春日丸）、吹雪型駆逐艦17番艦朧）が新編された。
原司令官は旗艦に春日丸を指定した。だが、本艦が五航戦として本格的に活動する機会はなかった。
9月10日、原司令官は第五航空戦隊旗艦を春日丸から翔鶴に変更する。
春日丸は9月25日附で第一航空艦隊・第四航空戦隊（司令官角田覚治少将：空母〈龍驤〉、第3駆逐隊〈汐風、帆風〉）に編入された。10月、鹿児島に入港して空母龍驤と合同したのち、春日丸は台湾～佐世保間の訓練航海に従事した。
アメリカとの戦争が勃発しなければ、昭和17年度の戦時編制において春日丸以下特設航空母艦群は第六航空戦隊（特設空母3、第31駆逐隊〈長波、巻波、高波、大波〉）と第七航空戦隊（空母鳳翔・特設空母2、第25駆逐隊〈秋月、照月、初月〉）を編成予定だった。
太平洋戦争開戦時、特設空母春日丸は九六式艦上戦闘機と九六式艦上爆撃機を固有艦載機として搭載していた。本艦の艦載機は旧式ながら哨戒任務で活躍している。南方作戦〜蘭印作戦において同方面に投入された航空機運用艦は、第十一航空戦隊（千歳、瑞穂）などの水上機母艦が主力であり、当初から参加していた空母は四航戦（龍驤、春日丸）だけだった。龍驤はフィリピン方面攻略作戦に参加し、春日丸は第十一航空艦隊の九六式艦上戦闘機13機を搭載してパラオへ輸送。これが最初の航空機輸送任務となった。
12月12日、佐世保に帰投。12月22日、空母祥鳳（剣埼型潜水母艦改造空母）が第四航空戦隊に編入される。一方、春日丸は連合艦隊附属となった。12月31日、呉鎮守府所属となる。瀬戸内海では第十二連合航空隊（母艦航空隊搭乗員）の発着艦訓練に従事した。
1942年（昭和17年）2月25日から3月12日までトラック泊地への零式艦上戦闘機輸送任務に従事した。つづいてマーシャル諸島およびソロモン諸島防備強化のため、零戦および基地機材と人員を輸送する。4月3日、横須賀を出発。ロイ＝ナムル島（ルオット島）で零戦12機を降ろし、続いてクェゼリン環礁に向かう。5月3日、入港直前にアメリカ潜水艦ガトー (USS Gato, SS-212) が春日丸に対して魚雷を5本発射したが、速力の測定ミスで命中しなかった。1本は命中寸前であった。ガトーは護衛艦や一式陸上攻撃機（哨戒機）に反撃されたが、退避に成功している。
5月8日、ジャルート環礁（ヤルート環礁）に第十四航空隊（飛行艇部隊）の整備員を移送する。マーシャル諸島への輸送を終えると、南下してブカ島（ブーゲンビル州）に進出した。なお春日丸の零戦空輸について坂井三郎の回想によれば、ラバウルより零戦搭乗員20名（台南航空隊所属）が九七式飛行艇に搭乗して春日丸の傍に着水した。乗艦すると零戦に乗り込み、春日丸より発艦してラバウル基地に移動したという。5月16日、約1ヶ月半におよぶ航海を終えて横須賀に帰投した。
連合軍のツラギ、ガダルカナル来攻により、連合艦隊司令長官山本五十六は8月17日に戦艦「大和」でトラックへ向けて柱島から出発し、それに「春日丸」と第七駆逐隊が同行した。
8月20日、機関送風機軸の故障により「春日丸」は最大発揮速力20ノットに低下、折しも海上は無風状態で、着艦しようとした2機の戦闘機が着艦に失敗して損傷した。27日、「春日丸」と護衛の駆逐艦「曙」は搭載機の一部をマロエラップ環礁・タロア島（当初はルオット島）へ陸揚げするよう下令され、「大和」、駆逐艦「漣」、「潮」と分離した。
8月29日にタロア島（マロエラップ環礁）に到着すると艦爆4機、戦闘機2機を搭乗員や整備員と共に揚陸し、それからラバウル方面へ派遣される一空の戦闘機10機を載せてラバウルへ向かった。

### 大鷹

#### 佐世保鎮守府所属
ラバウル方面へ航海中の1942年（昭和17年）8月31日、特設航空母艦2隻（春日丸、八幡丸）は、それぞれ軍艦大鷹（タイヨウ）および軍艦雲鷹（ウンヨウ）と改名された。2隻は同日附で正式に航空母艦となった。
大鷹は佐世保鎮守府籍に所属。艦容に変化はない。
9月2日、ラバウルに到着して航空機輸送任務を終えた。大鷹はラバウルに入泊した唯一の日本空母となった。つづいてラバウル方面に進出することになった第二十一航空戦隊と第二十三航空戦隊の内の戦闘機と艦爆の輸送に従事した。9月13日にミンダナオ島・ダバオを出発、17日カビエン沖合で航空隊を発艦、22日ダバオ〜25日カビエン沖合で発艦、これで輸送任務を終了し、第7駆逐隊の護衛下でトラック泊地に向かった。
一旦、内地帰投の予定となる。なお本艦航海中、大鷹の搭載機は大幅に減らされることになった。
9月28日、大鷹はトラックの南水道南方で米潜水艦の発射した魚雷1本（2本とも）を被雷した。命中箇所は右舷前部。
この潜水艦はタンバー級のトラウト(USS Trout, SS-202) である。
トラック泊地では宇垣纏連合艦隊参謀長と第二海上護衛隊の将校が「近来潜水艦に依る被害少くなれるは結構なり」と会談した直後の襲撃と被雷であった。大鷹は羅針儀の故障により、附近を航行していた漣に水路嚮導を依頼する。機関科勤務者を中心に死傷者13名（戦死3、重傷3、軽傷7）を出し、速力16ノット（戦闘詳報では14ノット）で入泊した。第四工作部（明石）が応急修理をおこなった。宇垣連合艦隊参謀長は、横須賀鎮守府に損傷2隻（大鷹、漣）の特急修理を要請した。
10月1日、九六式艦上戦闘機3機、九六式艦上爆撃機5機を収容する。
10月4日、駆逐艦2隻（時津風、漣）と共にトラックを出発、13日に哨戒艇46号に護衛され（豊後水道通過時）、14日に呉着。前部ガソリンタンクの損傷により気化燃料が漏れ出し、マリアナ沖海戦における空母大鳳のように爆沈しかねない情況下での航海だったという。呉到着と共に時津風は指揮下を離れた。内地帰投後、大鷹の戦闘機隊は解散した（大鷹飛行長五十嵐周正少佐は呉鎮守府附）。
10月22日、吹雪型駆逐艦響（第一水雷戦隊・第6駆逐隊所属）が大鷹艦長の指揮下に入る。響は第6駆逐隊の僚艦3隻（暁、雷、電）と分離し、大鷹艦長の指揮下で行動することになった。
10月24日附で大鷹艦長は、高次貫一大佐から篠田太郎八大佐に交代した（篠田は10月1日まで特設水上機母艦神川丸艦長。後任の神川丸艦長は松田尊睦大佐）。
10月28日、大鷹は呉を出発。駆逐艦2隻（響〈第6駆逐隊〉、漣〈第7駆逐隊〉）等に護衛され、横須賀に向かった。
大鷹は11月1日に横須賀を出発、6日にトラックへ到着した。以後も航空機輸送任務に従事する。ガダルカナル島の戦いが激化するにつれて航空機の消耗は増える一方であり、大鷹型航空母艦は内地と前線を幾度も往復、航空機輸送任務に奔走した。
1943年（昭和18年）2月上旬から8月中旬まで、空母3隻（大鷹、雲鷹、冲鷹）は横須賀・トラック・フィリピン・スラバヤ方面の陸海軍機輸送任務に従事した。双発夜間戦闘機月光のラバウル進出にも協力している。また海軍機だけでなく、陸軍機の輸送も行った。3月上旬、日本陸軍の三式戦闘機「飛燕」部隊（飛行第六十八戦隊）のラバウル進出が決定する。三式戦闘機を搭載した空母2隻（大鷹、冲鷹）は重巡鳥海、駆逐艦4隻（漣、響、黒潮、親潮）に護衛されて4月4日に横須賀を出発。4月8日夜、アメリカ潜水艦タニー(USS Tunny, SS/SSG/APSS/LPSS-282) は空母部隊を発見。距離800mの大鷹に対し艦尾発射管より魚雷4本を発射したが、早爆した。魚雷命中と誤認したタニーは冲鷹に対し魚雷6本を発射するが、同じく早爆に終わった。10日、トラック泊地に到着して任務を終える。だが三式戦部隊はトラックからラバウルへの空輸において、液冷エンジンの故障・航空機による航法誘導の失敗により、不時着機や行方不明機を多数出してしまった。
4月16日、空母2隻（大鷹、冲鷹）は駆逐艦3隻（時雨、有明、響）に護衛されてトラックを出発。21日、横須賀に帰投した。
前年10月より大鷹の指揮下にあった響（第6駆逐隊は4月15日附で内南洋部隊編入）は、4月21日より主力部隊に編入。その後、5月中旬よりキスカ島撤退作戦従事のため北方部隊（第五艦隊）に編入され、別行動となった。
5月、大鷹はフィリピンおよびシンガポールやスラバヤ等、東南アジア方面の輸送作戦に従事。
5月29日、大鷹艦長は篠原大佐から、松田尊睦大佐（松田は4月26日まで神川丸艦長）に交代する。
7月23日より、トラックへの輸送に3回従事した。
8月4日、大鷹は駆逐艦2隻（舞風、大波）と共にトラックを出港。舞風（第4駆逐隊）は4日夕刻に分離したため、護衛艦は夕雲型駆逐艦大波（駆逐艦長吉川潔中佐）1隻となった。
8月6日13時、対空訓練のため大鷹は之字運動をやめ速力18ノットで直進していた。この時、アメリカ潜水艦パイク(USS Pike, SS-173) が大鷹に向けて魚雷6本を発射した。右舷に雷跡4本を認めた大鷹は左舷に転舵。すると大鷹の右舷中央部（煙突附近）に魚雷1本が命中したが不発だった。負傷者2名。不発魚雷は水線下5mに窪みを生じさせた。潜望鏡に向けて高角砲と機銃を発砲、後方の大波も制圧に加わったが、パイクは損傷なく離脱して行った。8月9日、2隻（大鷹、大波）は横須賀へ到着した。
8月17日、主力部隊（戦艦3隻〈大和、長門、扶桑〉、空母〈大鷹〉、巡洋艦3隻〈愛宕、高雄、能代〉、駆逐艦部隊〈涼風、海風、秋雲、夕雲、若月、天津風、初風〉）として呉を出撃し、23日トラックへ進出。一度日本本土へもどったのち、9月7日に空母2隻（大鷹、冲鷹）は駆逐艦3隻（浦風、風雲、五月雨）に護衛されて横須賀を出発。11日に到着した。
9月21日、3隻（大鷹、冲鷹、島風）はトラック泊地を出発。9月24日、艦隊は島風型駆逐艦島風を先頭に、島風-冲鷹-大鷹という速力20ノットの単縦陣で航行していた。悪天候の中、父島の北東200浬北緯28度2分 東経145度59分 / 北緯28.033度 東経145.983度で輸送艦隊は敵潜に襲撃される。
午前7時前後、暗号解読により待ち伏せていたアメリカ潜水艦カブリラ (USS Cabrilla, SS/AGSS-288)は魚雷6本を発射。日本側はカブリラに気付いておらず、大鷹が右舷500mに多数の雷跡を認めてから15秒後、すくなくとも魚雷3本が右舷側三ヶ所（艦尾〈起爆〉、前部火薬庫〈不発〉、爆弾庫〈不発〉）に命中した。
前部弾薬庫にも1本が命中していたが、不発であった。一方、艦尾附近に命中した魚雷はスクリューと舵取機室を破壊、機械も停止して本艦は航行不能となる。被雷による死傷者は、戦死9名、重軽傷者24名と報告されている。衝撃で海に投げ出された本艦乗組員のうち、2名は大鷹救助艇に、8名は島風に収容された。島風は敵潜撃沈を報告しているがカブリラは沈んでいなかった。
対するカブリラも島風の反撃と悪天候により空母2隻（大鷹、冲鷹）にとどめをさすことが出来ず、また連絡を受けたアメリカ潜水艦ジャック (USS Jack, SS-259)も大鷹を狙うが捕捉に失敗した。一方、航行不能になった大鷹は、冲鷹が曳航することになった。午後2時すぎ、2隻（沖鷹、大鷹）は速力11ノット程で横須賀へ向かった。なお駆逐艦漣（第7駆逐隊）も救援に向かったが会合点に艦隊を発見できず、25日13時に相手の位置を尋ねている。また横須賀に停泊していた駆逐艦白露（第27駆逐隊）も25日に大鷹救援のため出動、護衛部隊に加わった。26日16時30分、5隻（大鷹、冲鷹、島風、漣、白露）は横須賀に到着。ドックにて調査したところ、大鷹右舷への不発魚雷命中痕跡は5ヶ所にのぼり、さらに左舷にも命中時期不明の不発魚雷命中痕跡がいくつかあったという。
横浜船渠（三菱重工業株式会社横浜造船所）における大鷹の修理は、長期間に及んだ。この時に、飛行甲板を前方へ10m延長（長さ172m）したが、それでも龍鳳（潜水母艦大鯨改造空母）より13mも短く、低速という事もあって改造効果は薄かったとみられる。
一方、田村俊夫は乗員からの聞き取り調査を行い、飛行甲板の延長は無かったとしている。
11月17日、松田（大鷹艦長）は軽巡洋艦阿賀野艦長へ転任となった。横須賀海軍港務部部長松野俊郎大佐が、大鷹艦長の職務を兼務する。

#### 海上護衛総司令部
1943年（昭和18年）11月15日、日本海軍は海上交通保護および対潜掃蕩を主任務とする海上護衛総司令部を設置した。
主要職員は、司令長官及川古志郎海軍大将、参謀長島本久五郎少将、首席参謀後藤光太郎大佐、作戦参謀大井篤中佐等。
12月15日、海上護衛総司令部麾下に第九〇一海軍航空隊が編制される。同日附で空母3隻（雲鷹、海鷹、大鷹）は海上護衛総司令部部隊に編入、12月20日には空母神鷹（ドイツ客船シャルンホルスト改造空母）も編入された。だが大鷹は入渠修理中で、また対潜哨戒機の能力も不足かつ練度不充分であり直ちに海上護衛任務に就くことは出来なかった。大井篤（作戦参謀）は、「（本型空母の使用方法について）楽しそうに研究していた護衛総司令部の参謀たちは、これには、スッカリ幻滅の悲哀を感じざるを得なかった」と回想している。また、大井は大鷹型を「不渡り手形」「栄養不良児」と表現している。
1944年（昭和19年）2月1日、日本海軍は護衛空母の飛行機隊の訓練・整備を担当する部隊として、第九三一海軍航空隊（司令大塚秀治中佐）を編成する。
2月15日、大鷹艦長は松野大佐から、別府明朋大佐（当時、空母千代田艦長）に交代。
3月20日、日本海軍は駆逐艦時雨初代艦長・第11駆逐隊司令・軽巡球磨の艦長（沈没時）等を歴任した杉野修一大佐を大鷹艦長に任命する。
4月2日、修理完了。大鷹は海上護衛総隊として本格的に行動することになった。門司とシンガポールを結ぶヒ船団の護衛に使用されることとなり、4月19日に対潜哨戒用として第931航空隊所属の九七式艦上攻撃機12機を搭載した。
5月3日、本艦最初の護衛航海としてヒ61船団（指揮官佐藤勉第八護衛船団司令官、輸送船11隻・護衛艦9隻〈空母〔大鷹〕、海防艦〔佐渡、倉橋、海防艦五号、七号、十七号〕、駆逐艦3隻〔電、響、朝顔〕〉）を編成し、門司を出港。
5月6日、仁栄丸が機関故障を起こし海防艦2隻に護衛されて高雄市（台湾）に引き返した。
5月7日朝、油槽船1隻（あかね丸）が米潜水艦に雷撃されて小破する。米潜水艦ホー(USS Hoe, SS-258)によるものであった。5月9日、ヒ61船団は速力11ノットに落とし、マニラに寄港。
同地で5隻（電、響、建川丸、日栄丸、あずさ丸）を分離、大鷹は残る船団を護衛して5月18日にシンガポールに送り届けた（5月14日、電は米潜水艦ボーンフィッシュの雷撃で沈没した。）。
折り返し、ヒ62船団（輸送船8隻・護衛艦6隻〈大鷹、佐渡、倉橋、五号、七号、十三号〉）として、シンガポールを5月23日に出航した。マニラに立ち寄り、6月7日六連着、8日に無傷で門司へ到着した。大鷹の初めての船団護衛は、概ね成功に終わった。ヒ61-62船団運航指揮官の細谷大佐は、大鷹の護衛について「大鷹ガ護衛ニツキ昼間ハ少クトモ楽ナリ、大鷹ノ活動ハ献身的ナリ」と高く評価した。
その後、呉海軍工廠に回航され修理に従事した。
7月9日、修理完了。
空母3隻（大鷹、海鷹、神鷹）は航空機輸送任務にともないヒ69船団（旗艦香椎）に加入。7月13日に出航しマニラへ第一航空艦隊再建用の機材（合計124機）を輸送する。7月20日、ヒ69船団はマニラ到着。荷揚げ後、大鷹はシンガポール発のヒ68船団に合流、内地に帰投することになった。
7月23日、ヒ68船団はマニラを出発、7月30日、六連着。だがヒ68船団は米軍潜水艦複数隻（アングラー、フラッシャー、クレヴァル）の襲撃により、沈没3隻（大鳥山丸、安芸丸、東山丸）、聖川丸損傷という被害を出した。
8月2日、海上護衛司令長官及川古志郎大将は軍令部総長へ転任、後任は野村直邦海軍大将となる（海上護衛司令長官と横須賀鎮守府司令長官の兼務）。
8月8日、大鷹は門司および六連を出撃、駆逐艦3隻（藤波、夕凪、〈馬公で途中合流の朝風〉）と海防艦複数隻（平戸、倉橋、御蔵、昭南、第十一号海防艦、〈馬公で途中合流の佐渡、松輪、日振、択捉〉）とともに、タンカー4隻（速吸、帝洋丸、永洋丸、あづさ丸）、陸軍特殊船、貨物船多数、給糧艦伊良湖などからなる重要船団ヒ71船団（指揮官：第六護衛船団司令官梶岡定道少将）を護衛していた。
ヒ71船団の重要目的の一つは、ルソン島配備予定の第26師団の海上輸送であった。陸軍将兵の合計は約37,600名に達した。
しかし、船団は当初より米潜水艦3隻（レッドフィッシュ、ピクーダ、スペードフィッシュ）の追跡を受けていた。
8月18日朝、永洋丸が被雷し、駆逐艦夕凪に護衛されて高雄市に引き返した。ヒ71船団は南下を続けるが、フィリピン西岸に到達する頃には悪天候に悩まされる。
同日午後10時28分（戦闘詳報記録10時25分）、大鷹はルソン島東方にてアメリカ潜水艦ラッシャー（USS Rasher, SS-269）の雷撃を受けた。
レーダーで船団を捕捉していたラッシャーは、相手が空母とは気付かぬまま浮上状態で艦尾発射管より魚雷2本を発射。魚雷1本が大鷹の右舷後部に命中し、艦底部ガソリンタンクの爆発により300mもの火柱があがった。続いて火災が大鷹の弾薬庫を誘爆させ、やがて左舷側のタンクも爆発し（大鷹艦長の報告によれば午後10時40分に左舷重油庫に魚雷1本命中）、搭載していた九七艦攻12機ごと沈没した。沈没地点記録北緯18度12分 東経120度22分 / 北緯18.200度 東経120.367度。
ヒ71船団の輸送船能登丸の二等運転士として船橋にいた宇野公一によれば、大鷹は輸送船団の中央後方にいて、速力12ノット程度で航行していたという。大鷹の大爆発と沈没はヒ71船団を動転させた。ヒ71船団は統制のとれないまま思い思いの方向に四散し、大損害を受けた。大鷹を含め艦船多数（大鷹、帝亜丸、速吸、帝洋丸、東亜丸、玉津丸）が沈没し、損傷艦も続出した。大井篤海上護衛総隊参謀は「たった一夜でまことに惨愴たる被害であった」と回想している。
8月30日、杉野修一大佐は大鷹艦長の任を解かれた。10月10日、大鷹は軍艦籍、大鷹型航空母艦のそれぞれから除籍された。
現在、大鷹の慰霊碑が長崎県佐世保市の旧海軍墓地東公園にある。

## 年表
- 1940年（昭和15年）
  - 1月16日 - 客船春日丸として起工。
  - 9月19日 - 進水。
- 1941年（昭和16年）
  - 5月1日 - 徴用され特設航空母艦となる[55]。佐世保鎮守府所管[55]。
  - 8月31日 - 竣工[55]。
  - 9月1日 - 第五航空戦隊旗艦に指定される[66]。9月10日、五航戦旗艦を翔鶴に変更[67]。
  - 9月25日 - 第四航空戦隊編入[55]。
  - 10月4日 - 佐世保出発、九州方面で行動[55]。22日、鹿児島発[55]。
  - 10月26日 - 高雄市（台湾）到着[55]。
  - 11月7日 - 高雄発、11月10日佐世保着[55]。
  - 11月13日 - 連合艦隊附属[55]。
  - 11月26日 - 佐世保発、12月1日に高雄着[55]。2日出発、パラオ方面輸送、12日に徳山着[55]。
  - 12月31日 - 呉鎮守府部隊編入[55]。
- 1942年（昭和17年）
  - 2月20日 - 呉出発、22日に横須賀到着[55]。
  - 2月25日 - 横須賀発、トラック泊地への零戦輸送に従事[75]。
  - 3月12日 - 呉に帰投[55]。
  - 3月31日 - 呉を出発、横須賀回航、4月1日着[55]。
  - 4月3日 - 横須賀出発、マーシャル諸島への航空機輸送任務に従事[75]。
  - 4月11日 - ラバウル入港、翌日出発[55]。
  - 5月3日 - 米潜水艦ガトーから雷撃されるが命中せず。
  - 5月16日 - 内地帰投[55]。
  - 8月17日 - 戦艦大和、第7駆逐隊（潮、漣、曙）と内地を出撃[55]。
  - 8月27日 - 大和と分離、曙と共にタロア島へ。
  - 8月31日 - 大鷹に改名[55]。これ以降、南方方面への航空機輸送任務に就く。
  - 9月2日 - ラバウル着。
  - 9月4日 - トラック着、すぐにパラオ方面へ進出[254]。
  - 9月12日 - ダバオ（フィリピン、ミンダナオ島）着[55]。翌日出発、17日にカビエン着、同日発[55]。
  - 9月21日 - ダバオ着、翌日出発[55]。
  - 9月28日 - 第7駆逐隊と共にトラック泊地着、だが寸前に米潜水艦（トラウト）から雷撃され魚雷1本命中[255]。
  - 10月4日 - 時津風・漣とトラック発、14日呉着[256]。16日〜26日呉第四船渠で修理[257]。
  - 10月28日 - 呉を出発[258]、横須賀回航[259]。
  - 11月1日 - 横須賀発。6日トラック着[123]。カビエン冲経由16日横須賀着[123]。
  - 11月19日 - 横須賀発。25日トラック着[123]。
  - 11月26日 - トラック発。12月5日横須賀着[123]。
  - 12月15日 - 横須賀発。12月21日トラック着[123]。
  - 12月22日 - トラック発、カビエン経由で12月31日に横須賀着[123]。
- 1943年（昭和18年）
  - 2月1日 - 横須賀発。2月7日トラック着[123]。
  - 2月11日 - 雲鷹と共にトラック発。2月17日横須賀着[123]。
  - 2月24日 - 雲鷹と共に横須賀発、3月2日トラック着[55]。
  - 3月6日 - 雲鷹と共にトラック発、3月12日横須賀着[55]。
  - 4月4日 - 冲鷹、鳥海、護衛駆逐艦（響、漣、黒潮、親潮）と共に横須賀発[260][261]。4月10日、トラック着[55]。
  - 4月16日 - 冲鷹他と共にトラック発[262]。21日、横須賀着[263]。
  - 5月1日 - 横須賀発、5月6日マニラ着[55]。5月8日マニラ発、5月13日スラバヤ着[55]。
  - 5月16日 - スラバヤ発、5月18日昭南（シンガポール）着[55]。5月21日昭南発、5月25日馬公着[55]。5月27日馬公発、5月29日佐世保着[55]。
  - 7月15日 - 佐世保発、17日横須賀到着[55]。7月23日、横須賀発。7月28日トラック着[55]。
  - 8月4日 - 大波とトラック発。8月6日米潜水艦パイクから雷撃されるが不発、8月9日横須賀着[55]。
  - 9月24日 - 冲鷹、島風と横須賀回航中、米潜水艦（カブリラ）から雷撃され大破、冲鷹に曳航されて退避[264]。26日横須賀着[55]。
- 1944年（昭和19年）
  - 4月19日 - 横須賀出発、22日呉到着[55]。
  - 4月29日 - 海上護衛部隊に編入[201][265]。
  - 8月18日 - ヒ71船団の護衛任務中に米潜水艦（ラッシャー）の雷撃で沈没[266]。
  - 10月10日 - 除籍[8]。

## 艦長
艤装員長
1. 石井芸江 大佐：1941年5月1日[57] - 1941年8月11日[63]
2. 高次貫一 大佐：1941年8月11日[63] - 1942年8月31日[86]

艦長
1. 高次貫一 大佐：1942年8月31日[86] - 1942年10月24日[117]
2. 篠田太郎八 大佐：1942年10月24日[117] - 1943年5月29日[143]
3. 松田尊睦 大佐：1943年5月29日[143] - 1943年11月17日[182]
4. （兼）松野俊郎 大佐：1943年11月17日[182] - 1944年2月15日[197]（本職：横須賀海軍港務部長）
5. 別府明朋 大佐：1944年2月15日[197] - 1944年3月20日[198]
6. 杉野修一 大佐：1944年3月20日[198] - 1944年8月30日[252]

## 同型艦
- 雲鷹
- 冲鷹
- 神鷹
- 海鷹